# All-Star Baseball
All-Star Baseball est une série de jeux vidéo de baseball, développés par Iguana Entertainment et édités par Acclaim. Le premier volet de la série est All-Star Baseball '97 Featuring Frank Thomas sorti en 1997 sur PlayStation et Sega Saturn, le dernier volet est All-Star Baseball 2005 sorti en 2004 sur Xbox et PlayStation 2.

## Jeux vidéo
- 1997 : All-Star Baseball '97 Featuring Frank Thomas (PlayStation, Saturn)
- 1998 : All-Star Baseball '99 (Nintendo 64[1], Game Boy)
- 1999 : All-Star Baseball 2000 (Nintendo 64, Game Boy Color)
- 2000 : All-Star Baseball 2001 (Nintendo 64, Game Boy Color)
- 2001 : All-Star Baseball 2002 (GameCube, PlayStation 2)
- 2002 : All-Star Baseball 2003 (Xbox, GameCube, PlayStation 2, Game Boy Advance)
- 2003 : All-Star Baseball 2004 (Xbox, GameCube, PlayStation 2, Game Boy Advance)
- 2004 : All-Star Baseball 2005 (Xbox, PlayStation 2)